# Fomento Económico Mexicano
Fomento Económico Mexicano S.A.B. de C.V., conocida comúnmente como FEMSA, es una empresa multinacional mexicana fundada en Monterrey, Nuevo León, México, en el año 1890, que participa en la industria de las bebidas, y en el sector comercial y de restaurantes. Tiene su sede en Monterrey, Nuevo León, México, y opera en 11 países de América, y las Filipinas. Es el embotellador más grande del sistema Coca-Cola en el mundo. En México, embotella las marcas de The Coca-Cola Company en el centro y sur del país. En 2013, fue la quinta compañía más grande de México por sus ventas de acuerdo la revista Expansión.
FEMSA cotiza en la Bolsa Mexicana de Valores y en la Bolsa de Nueva York. Sus acciones son parte del IPC, el principal índice accionario de la Bolsa Mexicana de Valores, y del S&P Latin America 40, el cual incluye las acciones de las compañías blue chip latinoamericanas más líquidas.

## Orígenes
Su historia comienza en 1890 al fundarse la Cervecería Cuauhtémoc, hoy Cervecería Cuauhtémoc Moctezuma después de fusionarse con la cervecería Moctezuma, por los empresarios Isaac Garza, José Calderón, José A. Muguerza, Francisco G. Sada, y Joseph M. Schnaider. Bajo la razón social de Fábrica de Cerveza y Hielo Cuauhtémoc, ubicándose en un almacén de abarrotes conocido como Casa Calderón en las calles Padre Mier y Galeana.
El 20 de octubre de 1899 se fundó Fábrica de Vidrios y Cristales, como un proveedor interno de abastecimiento de botella de vidrio cerrando al poco tiempo.
Posteriormente en 1909 nace Vidriera Monterrey hoy Vitro.
La integración estratégica vertical de Cervecería Cuauhtemoc se inicia en 1936, con el establecimiento de Famosa de hermetapas para la producción de cerveza. Las operaciones de empaque se expandieron en 1957 con la producción de etiquetas y empaques flexibles. Durante este período, las operaciones de FEMSA formaron parte de lo que se conoció como el “Grupo Monterrey”, que también incluían participaciones en la banca, aceros y otras operaciones de empaque.
En 1974, el Grupo Monterrey se dividió en dos ramas de descendientes de las familias fundadoras de Cervecería Cuauhtémoc. El acero y las operaciones de empaque dieron origen a la creación de Corporación Siderúrgica S.A. (más tarde se consolidaría como Grupo Industrial Alfa, S.A. de C.V.), que sería controlado por la familia Garza Sada, y las operaciones de bebidas y bancarias originaron la creación de Fomento Económico Mexicano (FEMSA), cuyo control recayó en familia Garza Lagüera.
Las acciones de FEMSA cotizaron por primera vez en la Bolsa Mexicana de Valores el 19 de septiembre de 1978. A los finales de los años 1970 e inicios de los años 1980, FEMSA diversificó sus operaciones mediante adquisiciones y extiende sus operaciones a agua mineral y de refrescos, además de iniciar las operaciones de las tiendas de conveniencia “Oxxo” y realiza inversiones en la industria hotelera, de la construcción, de autopartes, alimenticia y pesquera, estas últimas posteriormente fueron desincorporadas.
En agosto de 1982, a causa de la crisis económica, el gobierno mexicano decide suspender el pago de la deuda externa y nacionaliza la banca mexicana. En 1985, FEMSA adquiriere Cervecería Moctezuma que era la tercera cervecería más importante de México.
FEMSA realizó una extensa reestructuración corporativa y financiera que finalizó en diciembre de 1988.
En octubre de 1991, FEMSA adquiriere una participación mayoritaria en Bancomer S.A. de C.V., la cual se realizó dentro del proceso de reprivatización del sistema bancario durante el Gobierno de Carlos Salinas de Gortari.
En 1998, FEMSA realizó una simplificación de su estructura de capital y registró ADSs en el New York Stock Exchange, Inc.
En mayo de 2003, su subsidiaria Coca-Cola FEMSA expandió sus operaciones en Latinoamérica adquiriendo el 100% de Panamco, entonces la más grande embotelladora de refrescos de Latinoamérica (con sede en San Juan, Puerto Rico) en términos de volumen de ventas en 2002. A través de la adquisición de Panamco, Coca-Cola FEMSA empezó con la producción y distribución de la marca de bebidas de Coca-Cola en territorios adicionales en México, Argentina, Brasil, Centroamérica, Colombia y Venezuela así como el embotellado de agua, cerveza y otras bebidas en algunos de estos territorios.
En septiembre de 2018 FEMSA adquiere Corporación GPF que controla las marcas Fybeca y Farmacias Sana-Sana entrando al mercado de farmacias en Ecuador.

## Organización de FEMSA

### Estrategia de Organización
1. Desarrollar el negocio de las bebidas de una manera más rentable, para que permita maximizar el valor para los accionistas.
2. Fortalecer los recursos financieros y humanos para incrementar el valor de sus marcas, aprovechar sus oportunidades de mercado, crear nuevas oportunidades y satisfacer la demanda de los consumidores.
3. Capitalizar las sinergias y fortalezas existentes en nuestra estructura corporativa.

### Filiales
| Matriz                                             | Filiales                                                               | Filiales                                                | Subsidiarias                                                                    |
| -------------------------------------------------- | ---------------------------------------------------------------------- | ------------------------------------------------------- | ------------------------------------------------------------------------------- |
| FEMSA (Fomento Económico Mexicano, S.A.B. de C.V.) | Coca-Cola FEMSA (Coca-Cola FEMSA, S.A.B. de C.V.) 47.2%                | Coca-Cola FEMSA (Coca-Cola FEMSA, S.A.B. de C.V.) 47.2% | Jugos del Valle-Santa Clara (Jugos del Valle, S.A.P.I. de C.V.)                 |
| FEMSA (Fomento Económico Mexicano, S.A.B. de C.V.) | Coca-Cola FEMSA (Coca-Cola FEMSA, S.A.B. de C.V.) 47.2%                | Coca-Cola FEMSA (Coca-Cola FEMSA, S.A.B. de C.V.) 47.2% | Vonpar (Spal Industria Brasileira de Bebidas. S.A.)                             |
| FEMSA (Fomento Económico Mexicano, S.A.B. de C.V.) | Coca-Cola FEMSA (Coca-Cola FEMSA, S.A.B. de C.V.) 47.2%                | Coca-Cola FEMSA (Coca-Cola FEMSA, S.A.B. de C.V.) 47.2% | Abasa (Abasa S.A.)                                                              |
| FEMSA (Fomento Económico Mexicano, S.A.B. de C.V.) | Coca-Cola FEMSA (Coca-Cola FEMSA, S.A.B. de C.V.) 47.2%                | Coca-Cola FEMSA (Coca-Cola FEMSA, S.A.B. de C.V.) 47.2% | Los Volcanes (Comercializadora y Distribuidora Los Volcanes, S.A.)              |
| FEMSA (Fomento Económico Mexicano, S.A.B. de C.V.) | Coca-Cola FEMSA (Coca-Cola FEMSA, S.A.B. de C.V.) 47.2%                | Coca-Cola FEMSA (Coca-Cola FEMSA, S.A.B. de C.V.) 47.2% | Monresa (Montevideo Refrescos S.R.L.)                                           |
| FEMSA (Fomento Económico Mexicano, S.A.B. de C.V.) | FEMCO (FEMSA Comercio, S.A. de C.V.)                                   |                                                         |                                                                                 |
| FEMSA (Fomento Económico Mexicano, S.A.B. de C.V.) | OXXO (Cadena Comercial OXXO, S.A. de C.V.)                             |                                                         |                                                                                 |
| FEMSA (Fomento Económico Mexicano, S.A.B. de C.V.) | Doña Tota (Cadena de Comida Mexicana, S.A.P.I. de C.V.)                |                                                         |                                                                                 |
| FEMSA (Fomento Económico Mexicano, S.A.B. de C.V.) | Raízen Conveniências (Raízen Conveniências, Ltda.)                     |                                                         |                                                                                 |
| FEMSA (Fomento Económico Mexicano, S.A.B. de C.V.) | YZA/Farmacon/Moderna (Cadena Comercial de Farmacias, S.A.P.I. de C.V.) |                                                         |                                                                                 |
| FEMSA (Fomento Económico Mexicano, S.A.B. de C.V.) | Grupo Socofar (Socofar, S.A.)                                          |                                                         |                                                                                 |
| FEMSA (Fomento Económico Mexicano, S.A.B. de C.V.) | Cruz Verde (Droguerías y Farmacias Cruz Verde S.A.S.)                  |                                                         |                                                                                 |
| FEMSA (Fomento Económico Mexicano, S.A.B. de C.V.) | Corporación GPF (Corporación Grupo Fybeca S.A.)                        |                                                         |                                                                                 |
| FEMSA (Fomento Económico Mexicano, S.A.B. de C.V.) | OXXO GAS (Servicios Gasolineros de México S.A. de C.V.)                |                                                         |                                                                                 |
| FEMSA (Fomento Económico Mexicano, S.A.B. de C.V.) | Negocios Estrategicos                                                  | Solistica (Solistica, S.A. de C.V.)                     | -                                                                               |
| FEMSA (Fomento Económico Mexicano, S.A.B. de C.V.) | Negocios Estrategicos                                                  | Envoy Solutions                                         | -                                                                               |
| FEMSA (Fomento Económico Mexicano, S.A.B. de C.V.) | Negocios Estrategicos                                                  | AlPunto                                                 | Imbera (Imbera, S.A. de C.V.)                                                   |
| FEMSA (Fomento Económico Mexicano, S.A.B. de C.V.) | Negocios Estrategicos                                                  | AlPunto                                                 | Torrey/Cooking Depot (Fabricantes de Equipos para Refrigeración, S.A. de C.V. ) |
| FEMSA (Fomento Económico Mexicano, S.A.B. de C.V.) | Negocios Estrategicos                                                  | AlPunto                                                 | PTM (Plastics Technology De Mexico, S. de R.L. de C.V.)                         |
| FEMSA (Fomento Económico Mexicano, S.A.B. de C.V.) | HEINEKEN (Heineken N.V.) 8%                                            | HEINEKEN (Heineken N.V.) 8%                             | Heineken México (Grupo Cuauhtémoc Moctezuma, S.A. de C.V.)                      |

## Finanzas
| Situación Financiera | 2014      | 0         |
| -------------------- | --------- | --------- |
| Pasivos ,000         | 7 907,000 |           |
| Capital              | 7 172,000 | 8 636,000 |

| Estado de Resultados | 2014      | 2013      |
| -------------------- | --------- | --------- |
| Ingresos Netos       | 744 000   | 900 000   |
| Utilidad Bruta       | 4 639 000 | 5 569 000 |
| Utilidad Operativa   | 1 450 000 | 1 603 000 |

## Marketing
FEMSA por medio de su marketing trata “promover
el consumo adecuado y sano de sus productos, ofreciendo un amplio portafolio de
marcas y presentaciones que se adaptan a los diversos requerimientos de
hidratación de sus consumidores”.

### 4 P's
● Producto: Coca-Cola FEMSA se encarga de atender las necesidades particulares de sus mercados
al igual que de satisfacer la demanda de los consumidores al ofrecerle más de
100 marcas de refrescos y bebidas, siendo una de las embotelladoras públicas a
nivel mundial de bebidas de la marca Coca-Cola.
● Plaza: Coca-Cola Femsa, con sus 2.9 millones de puntos de venta, pone sus servicios a
disposición del cliente.
● Promoción:
Coca-Cola Femsa implementa una estrategia de multisegmentación, clasificando
sus mercados. Al realizar un análisis detallado de los patrones de venta y
preferencias de los distintos consumidores, Coca-Cola Femsa adapta sus
estrategias de producto, precio, empaque y distribución para así poder
satisfacer las necesidades particulares de cada canal de distribución y
explotar su respectivo potencial.
● Precio: Al
implementar la estrategia de multi segmentación, Coca-Cola Femsa adapta sus
precios a las características particulares de cada uno de sus mercados.

## Internacionalización
FEMSA se ha internacionalizado para tener un mayor
acceso a nuevos y más grandes mercados en donde la empresa pueda ofrecer sus
productos y servicios; así como para determinar la ubicación de las actividades
de producción. FEMSA internacionaliza
sus operaciones (producción, transporte, venta) y
todo su catálogo de productos: Coca Cola, refrescos de
sabores, bebidas sin calorías, agua natural y saborizada, té, jugos y bebidas a
base de jugos, bebidas isotónicas, bebidas energéticas, bebidas vitaminadas,
lácteos y café. 
1993 - Se
consolida sociedad con The Coca Cola
Company
1994
-  Compran 51% de las acciones de Coca
Cola en Argentina
2003 -
Adquisición de Panamerican Beverages (PANAMCO) Nicaragua, Costa Rica,
Guatemala, Panamá, Brasil, Colombia y Venezuela; la cual era la embotelladora
más grande de América Latina.
2013 - Filipinas:
Expansión de las operaciones a Asia.

### Coca Cola FEMSA
Opera en diez países de América: 

 Argentina
 Brasil
 Colombia
 Uruguay
 Costa Rica
 Guatemala
 México
  Nicaragua
 Panamá
 Venezuela

### FEMSA Cerveza
Opera en México, Brasil y en el sector de cervezas importadas en Estados Unidos. En 2012 adquirió 20% de las acciones
de Heineken

### FEMSA Comercio (OXXO)
Las tiendas comerciales de FEMSA Comercio (OXXO) operan en 7 países a lo largo del continente Americano, teniendo presencia en:
 México

 Estados Unidos
 Colombia
 Perú

 Chile
 Brasil

## Unidades de negocio
FEMSA divide sus negocios en los siguientes segmentos.
- Coca-Cola FEMSA
- FEMSA Comercio
- FEMSA Dirección de Procesos y Tecnología
- FEMSA Cerveza, posteriormente vendida a Heineken en 2011.
- FEMSA Insumos Estratégicos (De esta división se desprenden las siguientes unidades)
  - FEMSA Logística.
  - FEMSA Empaque, posteriormente vendida a Heineken en 2011.

Desde 1995, José Antonio Fernández Carbajal ha sido el director general de FEMSA. En el 2001, José Antonio Fernández Carbajal fue elegido como presidente de FEMSA.
FEMSA cotiza en la Bolsa de Nueva York (NYSE) y en la Bolsa Mexicana de Valores (BMV).
Las siglas de Coca Cola Femsa en la bolsa, una de sus unidades de negocios, son KOF. Mientras que las siglas de Coca Cola Company son KO.

## Coca Cola FEMSA
Coca-Cola FEMSA, S.A.B. de C.V. produce y distribuye Coca-Cola, Sprite, Fanta, Lift y otros productos de las marcas de The Coca-Cola Company en México (una parte muy importante del centro de México, incluyendo la Ciudad de México, el Sureste de México y el resto del país), Guatemala (sólo la ciudad de Guatemala y sus alrededores), Nicaragua (todo el país), Costa Rica (todo el país), Panamá (todo el país), Colombia (la mayoría del país), Venezuela (todo el país) y Argentina (sólo la capital federal de Buenos Aires y sus alrededores), además de agua embotellada, cerveza y otras bebidas en algunos de estos territorios. La Compañía cuenta con 33 plantas embotelladoras en los países en Latinoamérica y atiende a más de 1,600,000 detallistas en la región. The Coca-Cola Company tiene una participación del 31.6% en el capital accionario de Coca-Cola FEMSA.
Se convirtió en el segundo embotellador del sistema Coca Cola más grande del mundo al haber adquirido en mayo de 2003 la totalidad de Panamco (Panamerican Beverages Inc.) por 36.000 millones de pesos mexicanos [cita requerida].

## FEMSA Comercio
FEMSA Comercio, a través de su subsidiaria Cadena Comercial OXXO, S.A. de C.V, es la compañía más grande en el ramo de tiendas de conveniencia en México. OXXO tiene presencia en toda la geografía Mexicana, acentuándose en la Ciudad de México, Monterrey, Nuevo León y Guadalajara, Jalisco, en donde su único rival es el 7-Eleven de  México.
Al 2 de diciembre de 2015, OXXO cuenta con 14,000 tiendas, incluyendo 38 tiendas localizadas en Colombia.
Asimismo, también tiene presencia en el ramo de Salud con la adquisición de Farmacias YZA, Farmacias Moderna y Farmacon en México, y en Chile con Farmacias Cruz Verde.

## FEMSA Cerveza
FEMSA Cerveza, fue la tenedora de Cervecería Cuauhtémoc Moctezuma, es parte del duopolio cervecero en México, en donde prácticamente con el único competidor de Grupo Modelo.
FEMSA en México tiene una participación del 45% del mercado mexicano, concentrando su volumen de ventas en el norte del país, en donde los productos de Grupo Modelo son menos consumidos.
Su marca más exitosa es Tecate, aunque FEMSA produce una gran variedad de marcas como: Indio, XX-Lager, Superior, Sol, Carta Blanca, Kloster, entre otras.
Aprovechando el canal de ventas que le proporciona Oxxo, su cadena comercial, FEMSA distribuye y vende sus productos al mercado doméstico.
En 2005 compra la empresa Especialidades Cerveceras lo que permite incluir la Cerveza Casta al portafolio de Cervecería Cuauhtémoc Moctezuma. El 11 de enero de 2010 FEMSA anunció que su consejo de administración llegó a un acuerdo para intercambiar sus operaciones de cerveza por una participación del 20% de Heineken International. La transacción está valuada en 7 mil 347 millones de dólares.

## Promoción
FEMSA no requiere propiamente de promoción debido a que su actividad es principalmente el embotellamiento, sin embargo al mantener un porcentaje considerable de Coca-Cola, es importante que inviertan una parte de sus ganancias en campañas publicitarias, para anunciar productos nuevos o simplemente para aumentar sus ventas utilizando estos medios.

## Negocios alternos
Las otras 3 unidades de FEMSA, Negocios Estratégicos, Logística y Empaques, se encargan de satisfacer las necesidades de sus negocios, como latas, envases y sus respectivos canales de distribución.
El 9 de noviembre de 2012, Femsa anunció que su subsidiaria Femsa Comercio llegó a un acuerdo con Farmacias YZA, cadena de establecimientos dedicada a la comercialización de medicamentos, perfumería y artículos de uso general en la ciudad de Mérida, Yucatán, para tener una participación del 75% en el capital de la empresa. Los accionistas actuales de la cadena farmacéutica seguirán como socios, con una participación del 25% restante. La transacción, que tendrá que recibir la aprobación de las autoridades correspondientes, representa la incursión de Femsa en el ramo de las farmacias.

## Resultados financieros relevantes
*Las cantidades que se presentan a continuación son en millones de dólares americanos y son del cierre de año de 2014.
|                  | Cantidades en USD |
| ---------------- | ----------------- |
| Ventas Netas     | $17 861           |
| Utilidad Bruta   | $7 469            |
| Utilidad Neta    | $1 534            |
| Activos          | $25 503           |
| Pasivos          | $9 902            |
| Capital Contable | $15 601           |

## Acciones
La empresa cotiza en la Bolsa Mexicana de Valores bajo la clave FEMSAUBD y en la Bolsa de Nueva York bajo la clave FMX. 

Al cierre del año 2014, la empresa contaba con 17,891,135,350 acciones en circulación.

### Precio de acciones
* Bolsa Mexicana de Valores

| Diciembre 2013 | Diciembre 2014 | Mayo 2015 |
| -------------- | -------------- | --------- |
| 126.40         | 130.88         | 144.68    |

 * Bolsa de Nueva York

| Diciembre 2013 | Diciembre 2014 | Mayo 2015 |
| -------------- | -------------- | --------- |
| 97.87          | 88.03          | 95.67     |

## Consejo de administración
El Consejo de Administración de FEMSA está conformado por 19 miembros de los cuales 6 son independientes. Desde el año 2001, José Antonio Fernández, ha dirigido la Presidencia del Consejo de Administración.
Consejeros Serie "B"
- José Antonio Fernández Carbajal (Presidente del Consejo de Administración)
- Mariana Garza Lagüera Gonda
- Paulina Garza Lagüera Gonda
- José Fernando Calderón Rojas
- Consuelo Garza de Garza
- Max Michel González
- Alberto Bailleres †
- Francisco Javier Fernández Carbajal
- Ricardo Guajardo Touché*
- Sergio Deschamps*
- Bárbara Garza Lagüera Gonda
- Carlos Salazar Lomelín (Director general de FEMSA)
- Ricardo Saldívar Escajadillo

Consejeros Serie "D"
- Armando Garza Sada*
- Moisés Naím*
- José Manuel Canal Hernando*
- Michael Larson*
- eric wick*

- Carlos Eduardo Aldrete Ancira (Secretario)
- Arnulfo Eduardo Treviño Garza (Secretario Suplente)

Nota: * Indica miembros independientes